# Diallus lachrymosus
Diallus lachrymosus är en skalbaggsart som beskrevs av Francis Polkinghorne Pascoe 1866. Diallus lachrymosus ingår i släktet Diallus och familjen långhorningar.
Artens utbredningsområde är Sulawesi. Inga underarter finns listade i Catalogue of Life.